# Olimpiadi degli scacchi del 1931
Le Olimpiadi degli scacchi del 1931 si tennero dall'11 al 26 luglio 1931 a Praga.
Fu la quarta edizione ufficiale delle olimpiadi organizzata dalla FIDE e comprendeva una sezione open, oltre a numerosi eventi collaterali destinati a promuovere gli scacchi.
Il torneo vide la partecipazione di 19 squadre nazionali, tutte europee ad eccezione degli Stati Uniti, per un totale di 93 giocatori. Le partite si svolsero con limite di tempo di 120 minuti per le prime 40 mosse.
Il torneo, giocato con un girone all'italiana su quattro scacchiere, vide la prima vittoria della squadra statunitense, mentre per la prima volta vennero assegnate medaglie ai migliori tre giocatori per ogni scacchiera.

## Classifica
| Pos. | Squadra        | Scacchiere         | Scacchiere | Scacchiere    | Scacchiere     | Scacchiere       | Punti |
| Pos. | Squadra        | Prima              | Seconda    | Terza         | Quarta         | Quinta (riserva) | Punti |
| ---- | -------------- | ------------------ | ---------- | ------------- | -------------- | ---------------- | ----- |
|      | Stati Uniti    | Kashdan            | Marshall   | Dake          | Horowitz       | H. Steiner       | 48    |
|      | Polonia        | Rubinstein         | Tartakower | Przepiórka    | Makarczyk      | Frydman          | 47    |
|      | Cecoslovacchia | Flohr              | Gilg       | Rejfíř        | Opočenský      | Skalička         | 46,5  |
| 4    | Jugoslavia     | Vidmar             | Asztalos   | Kostić        | Pirc           | König            | 46    |
| 5    | Germania       | Bogoljubov         | Ahues      | Wagner        | Richter        | Helling          | 45,5  |
| 6    | Lettonia       | Matisons           | Apšenieks  | Petrovs       | Feigins        | Hasenfuss        | 45,5  |
| 7    | Svezia         | Ståhlberg          | Stoltz     | Berndtsson    | Lundin         |                  | 45,5  |
| 8    | Austria        | Grünfeld           | Spielmann  | Kmoch         | Becker         | Lokvenc          | 45    |
| 9    | Inghilterra    | Sultan Khan        | Yates      | Thomas        | Winter         | Wahltuch         | 44    |
| 10   | Ungheria       | E. Steiner         | L. Steiner | Vajda         | Havasi         | Sterk            | 39,5  |
| 11   | Paesi Bassi    | Weenink            | Noteboom   | Van den Bosch | Addicks        | Van Doesburgh    | 35    |
| 12   | Svizzera       | H. Johner          | Naegeli    | Zimmermann    | Rivier         | Michel           | 34    |
| 13   | Lituania       | Mikėnas            | Šembergas  | Vistaneckis   | Abramavičius   | Luckis           | 30,5  |
| 14   | Francia        | Alechin            | Gromer     | Kahn          | Betbeder       | Duchamp          | 29,5  |
| 15   | Romania        | Erdélyi            | Balogh     | Baratz        | Gudju          | Wechsler         | 28    |
| 16   | Italia         | Rosselli del Turco | Monticelli | Romih         | Hellmann       |                  | 24    |
| 17   | Danimarca      | Andersen           | Cruusberg  | Ruben         | Lie            | Larsen           | 19,5  |
| 18   | Norvegia       | Christoffersen     | Hansen     | Halvorsen     | Hovind         | Gulbrandsen      | 15,5  |
| 19   | Spagna         | Golmayo            | Vilardebo  | Soler         | Marin y Llovet | Sanz Aguado      | 15,5  |

## Medaglie individuali
|                             | Giocatore           | Punti            | Partite          | %                |
| Prima scacchiera            | Prima scacchiera    | Prima scacchiera | Prima scacchiera | Prima scacchiera |
| --------------------------- | ------------------- | ---------------- | ---------------- | ---------------- |
|                             | Aleksandr Alechin   | 13,5             | 18               | 75,0             |
|                             | Efim Bogoljubov     | 12,5             | 17               | 73,5             |
|                             | Isaac Kashdan       | 12               | 17               | 70,6             |
| Seconda scacchiera          |                     |                  |                  |                  |
|                             | Gösta Stoltz        | 13,5             | 18               | 75,0             |
|                             | Savielly Tartakower | 13               | 18               | 72,2             |
|                             | Lajos Steiner       | 12               | 17               | 70,6             |
| Terza scacchiera            |                     |                  |                  |                  |
|                             | Vladimirs Petrovs   | 11,5             | 16               | 71,9             |
|                             | George A. Thomas    | 12,5             | 18               | 69,4             |
|                             | Josef Rejfiř        | 11               | 16               | 68,8             |
| Quarta scacchiera           |                     |                  |                  |                  |
|                             | Albert Becker       | 10,5             | 14               | 75,0             |
|                             | Vasja Pirc          | 12,5             | 17               | 73,5             |
|                             | Kurt Richter        | 10,5             | 15               | 70,0             |
| Quinta scacchiera (riserva) |                     |                  |                  |                  |
|                             | Karel Skalička      | 10,5             | 14               | 75,0             |
|                             | Herman Steiner      | 8,5              | 12               | 70,8             |
|                             | Wolfgang Hasenfuss  | 7,5              | 11               | 68,2             |

### Medaglie individuali per nazione
| Nazione        |   |   |   | Totali |
| -------------- | - | - | - | ------ |
| Lettonia       | 1 | 0 | 1 | 2      |
| Cecoslovacchia | 1 | 0 | 1 | 2      |
| Francia        | 1 | 0 | 0 | 1      |
| Svezia         | 1 | 0 | 0 | 1      |
| Austria        | 1 | 0 | 0 | 1      |
| Germania       | 0 | 1 | 1 | 2      |
| Stati Uniti    | 0 | 1 | 1 | 2      |
| Polonia        | 0 | 1 | 0 | 1      |
| Regno Unito    | 0 | 1 | 0 | 1      |
| Jugoslavia     | 0 | 1 | 0 | 1      |
| Ungheria       | 0 | 0 | 1 | 1      |